# Victims of circumstance (lied)
Victims of circumstance is een lied van Barclay James Harvest.
Basgitarist Les Holroyd schreef het voor het gelijknamige studioalbum. Holroyd gaf blijk van afnemend vertrouwen in de politiek in Europa. Je mag of moet wel stemmen, maar het uiteindelijke resultaat is dat er iets wordt besloten wat niemand wil, stilletjes verwijzend naar de Koude Oorlog. 
Victims of circumstance schreef Holroyd tegen zijn gebruikelijke stijl in. Normaal schreef hij teksten bij muziek; hier was het andersom. De titel verwijst naar de albumtitel, dat al vaststond voordat het album werd opgenomen in de Wisseloordstudio's.  
Het nummer werd in 1984 uitgebracht als eerste single van het album. Met B-kant gevuld door een instrumentale langere versie haalde het een aantal weken de Duitse en Zwitserse hitparades; Duitsland 7 weken met piek op 46, Zwitserland 9 weken met piek op 19. Het boekwerkje bij het album uitgegeven door Esoteric Recordings en de Sonic Bound-uitgave over het oeuvre van de band meldden dat Victims op nummer 1 zou hebben gestaan in Frankrijk, daar is in 2025 niets van terug te vinden. Het zou aldaar tevens de verkoop van het album hebben vlotgetrokken, maar hiervoor geldt hetzelfde.  
Single en album waren gestoken in een platenhoes van Ian Kay met een citaat van illustrator Jo Steiner en model Senta Söneland. 